# Spaatz Island
Spaatz Island (norska: Spaatzøya) är en ö i Antarktis. Den ligger i havet utanför Västantarktis. Chile och Storbritannien gör anspråk på området. Arean är 4 100 kvadratkilometer.